# Ökonomierat (Bayern)

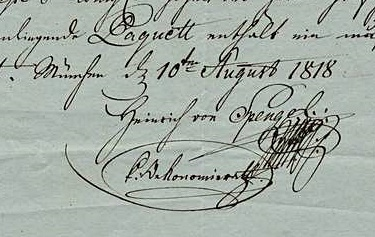
Unterschrift, Heinrich von Spengel, königlicher Oekonomierath, München, 1818

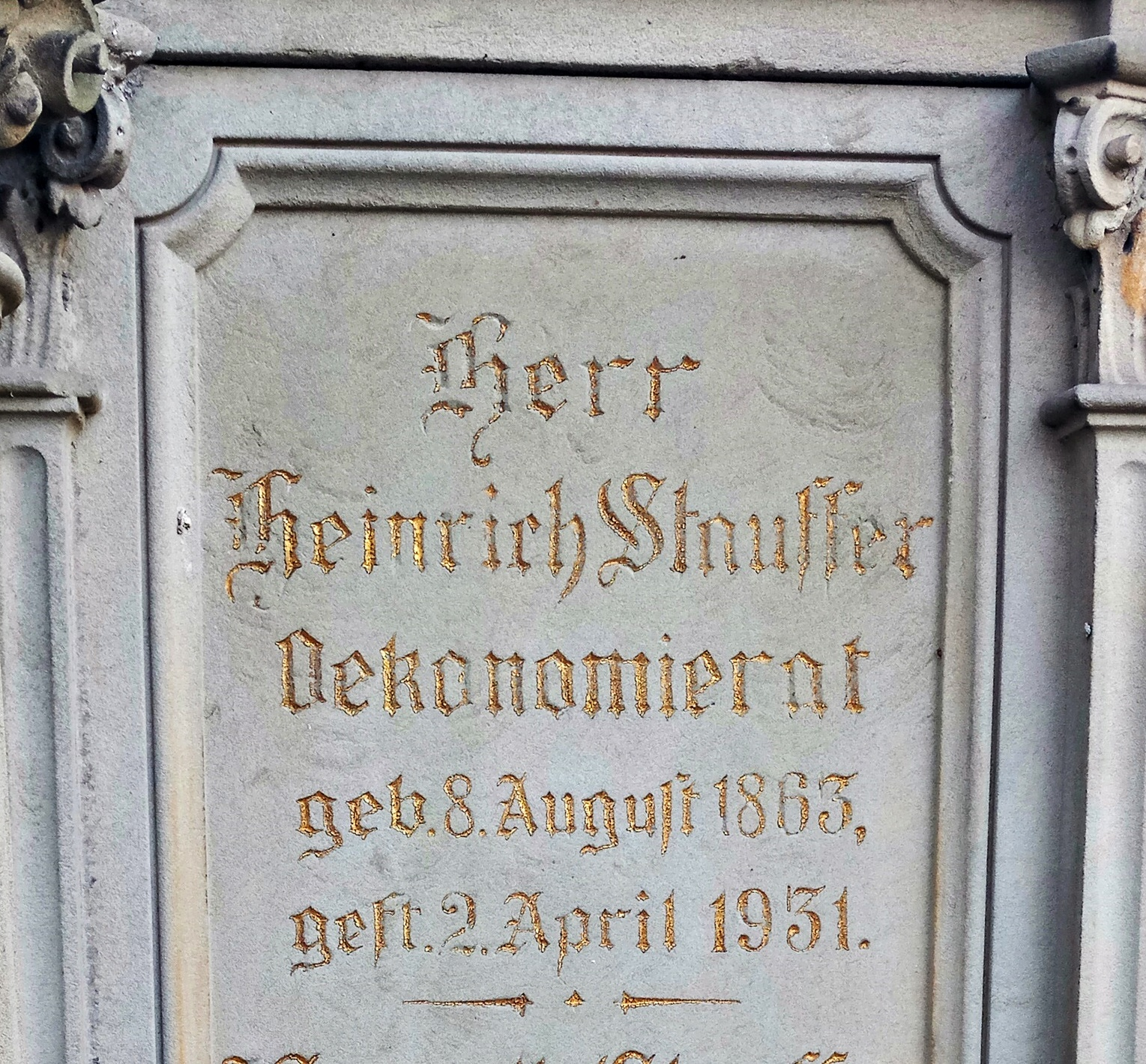
Grabinschrift des Königlich Bayerischen Ökonomierates und Reichstagsabgeordneten Heinrich Stauffer, Friedhof Obersülzen, Rheinpfalz

Der Titel Ökonomierat ist ein nichtakademischer Titel. Er wurde in Bayern bis 1929 und wird im ehemaligen Landesteil Pfalz bis heute als Auszeichnung verliehen.

## Geschichte
Der Titel erscheint in Bayern schon im 18. und im frühen 19. Jahrhundert, war aber damals noch weiter gefasst, im Sinne der gesamten Volkswirtschaft. Ab 1875 wurden im Königreich Bayern nur noch bedeutende Landwirte bzw. Agrarwissenschaftler, die sich um den Berufsstand und den Staat verdient gemacht hatten und aufgrund ihrer herausragenden gesellschaftlichen Stellung ein hohes Ansehen in der Bevölkerung genossen, durch den Landesherrn, mit dem Ehrentitel Königlich Bayerischer Ökonomierat ausgezeichnet. Zuweilen erschien im Titel auch der Zusatz Geheimer, was aber lediglich der Ausschmückung diente und sich vom alten Titel Geheimrat ableitete.
Königlich Bayerische Ökonomieräte galten in der Folge gemeinhin als Verkörperung des guten, gebildeten und landestypischen Großbauern, der zu den örtlichen Honoratioren zählte. In diesem Sinne hat ihm Georg Lohmeier in der populären Fernsehserie „Königlich Bayerisches Amtsgericht“ ein Denkmal gesetzt. Dort war einer der immer wiederkehrenden, sympathischen Charaktere der fiktive Königlich Bayerische Ökonomierat Josef Fäustl, dargestellt von Albert Hörrmann.
Auch nach Ende der Monarchie fuhr der Freistaat Bayern nach zeitweiliger Unterbrechung fort, den Titel Ökonomierat zu vergeben, obwohl Artikel 109 der Weimarer Verfassung bestimmte „Titel dürfen nur verliehen werden, wenn sie ein Amt oder einen Beruf bezeichnen“. Diese Praxis wurde von der Regierung in Berlin kritisiert. In einem Prozess vor dem Reichsgericht unterband man 1929 endgültig die weitere Verleihung der bayerischen Ehrentitel Ökonomie- bzw. Kommerzienrat, nachdem sich der Freistaat mit seiner Auffassung, dass diese Titel berufsbezogen seien, nicht durchsetzen konnte.
Jener Passus der Weimarer Verfassung wurde 1946 in den Artikel 118 der Verfassung des Freistaates Bayern übernommen, weshalb die Verleihung des Titels Ökonomierat dort heute nicht mehr stattfindet. 1962 unternahm der Landtagsabgeordnete Hans Utz einen erfolglosen Vorstoß, diesen und andere historische Ehrentitel in Bayern wieder aufleben zu lassen.
In der jetzt nicht mehr bayerischen Rheinpfalz ist die Rechtslage durch ihren 1946 erfolgten Anschluss an das Land Rheinland-Pfalz eine andere. Die Landesverfassung von 1947 kennt eine derartige Beschränkung nicht und der Ehrentitel Ökonomierat wird hier bis heute von der Landesregierung verliehen. Gleiches gilt für den Saarpfalz-Kreis, den ehemals bayerischen Teil des heutigen Saarlandes, dessen Verfassung die Existenz des Ehrentitels Ökonomierat ebenfalls zulässt.

## Träger des Titels
- Georg Bachmann (1885–1971), Landwirt, Reichstagsabgeordneter
- Jakob Brenneisen (1869–1947), Gutsbesitzer und Landtagsabgeordneter
- Franz Burger (1836–1920), Landwirt, Reichstagsabgeordneter
- Benno Danner (1857–1917), Landwirt, Bierbrauer, Mäzen
- Karl Gebhart (1859–1921), Gutsbesitzer und Reichstagsabgeordneter
- Franz Herbert (1885–1945), Landwirt und Reichstagsabgeordneter
- Gustav Hess (1874–1940), Landwirt und Politiker
- Thomas Hoeger (1853–1924), gräflich Toerringischer Obergutsverwalter Jettenbach
- Heinrich Janson (1869–1940), Gutsbesitzer und Reichstagsabgeordneter
- Philipp Lichti (1881–1958), Landwirt und Politiker
- Rudolf Friedrich Ludloff (1848–nach 1910), landwirtschaftlicher Sachverständiger im Kolonialwesen
- Georg May (1819–1881), Professor für Viehzucht und Tierheilkunde an der Akademie für Landwirtschaft Weihenstephan
- Christof Nickl (1886–1967), Landwirt und Politiker
- Ludwig Niggl (1875–1971), Landwirt, Agrarwissenschaftler
- Christian Rambacher (1870–1937), Landwirt und Landtagsabgeordneter
- Heinrich Stauffer (1863–1931), Gutsbesitzer und Reichstagsabgeordneter
- Karl Streit (1833–1902), Landwirt und Historiker
- Luitpold Weilnböck (1865–1944), Landwirt und Reichstagsabgeordneter
- August Ziegler (1885–1937), Önologe